# Птеруги

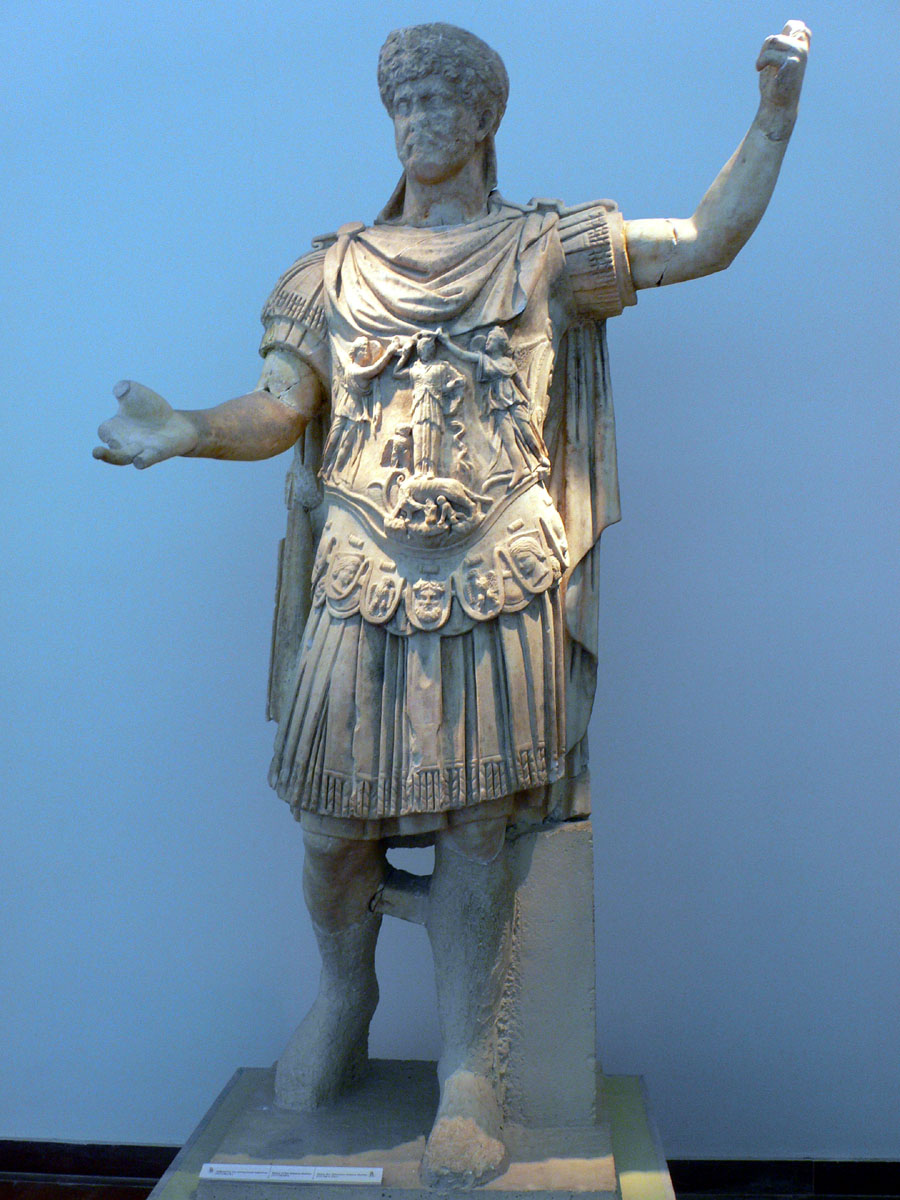

Птеруги, птериги (лат. Pteruges, pteryges, др.-греч. Πτέρυγες) — элемент античного защитного доспеха, состоящий из кожаных полос на бёдрах и плечах (прямоугольные фестоны с фигурной бахромой на концах). Термин происходит от греч. πτέρυγες («крылья», «перья», ср. «археоптерикс»). Слово «птеруги» обычно употребляют во множественном числе, но возможен вариант единственного — «птеруга» (поскольку единственное πτέρυξ, «птерикс» женского рода в греческом языке).

Птеруги представляли собой своеобразную юбку, составленную из широких кожаных ремней и, как правило, являлись частью поддоспешника (дублета), одеваемого под доспехи. Они могли быть двойными: в этом случае верхние ремни прикрывали промежутки между ремнями заднего ряда. Для дополнительной защиты кожаные полосы могли усиливать металлическими пластинками. Птеруги линоторакса образовывались из нижней части льняного полотна-основы, разрезанного на полосы.

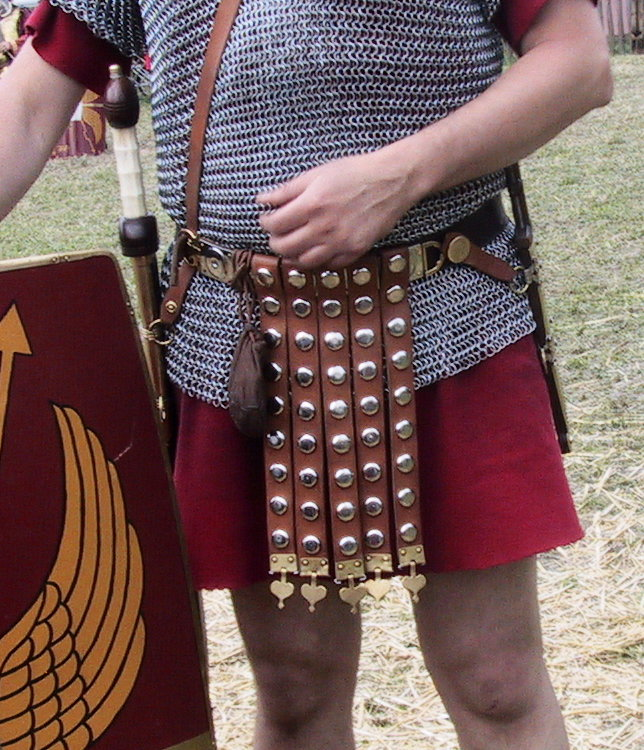
Cingulum militare. Римский военный пояс. В средние века так же назывался т. н. Рыцарский пояс

У римских легионеров, в первом десятилетии I в. н. э., на военном поясе (cingulum militare) появился своеобразный «фартук» из 4-8 кожаных ремней с подвесками на концах, усиленных металлическими заклёпками, выполнявший ту же функцию, что и птеруги. Греки практиковали прорезы в своих доспехах-линотораксах, для большей свободы ног и рук. На протяжении веков с распространением металлических доспехов птеруги стали лишь декоративной принадлежностью. Римляне сделали его фундаментальным эстетическим аксессуаром в военной моде. Это можно увидеть в бесчисленном количестве статуй римских императоров, которые носят их под мускульными доспехами, иногда богато украшенными, как в форме юбки, так и для украшения плеч.
Птеруги могли служить не только защитой бёдер. Уменьшенные варианты птеруг крепились на плечах, защищая верхнюю часть руки (возможно, от них ведут происхождение эполеты). На средневековом Среднем Востоке кожаные полосы крепились на шлемах для защиты шеи и затылка.

## Эволюция птеруг
В Западной Европе есть свидетельства существования этих украшений до периода лангобардов. В армии Восточной Римской Империи птеруги применялись и в средние века. В последующие столетия, особенно на Ближнем Востоке в средние века, на задней части шлема применялись своего рода птеруги (возможно, это был вариант бармицы), чтобы защитить шею, гарантируя определенную свободу передвижения. К концу XVIII века птеруги вновь появляются в форме эполетов с чисто декоративной функцией на плечах униформ европейских армий. Эполеты, в свою очередь, были упрощены до погон.

## Галерея

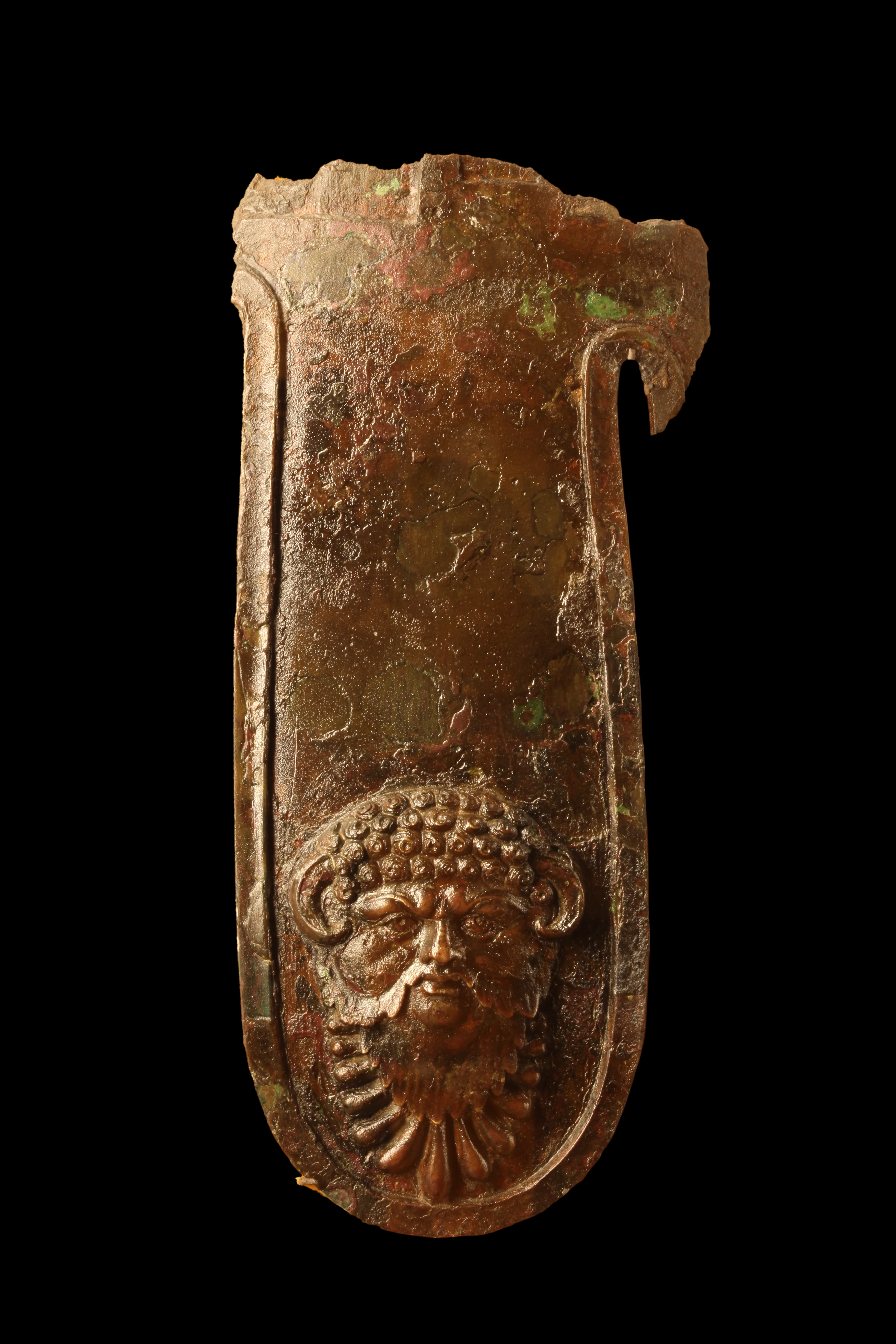
Бронзовая деталь птеруги
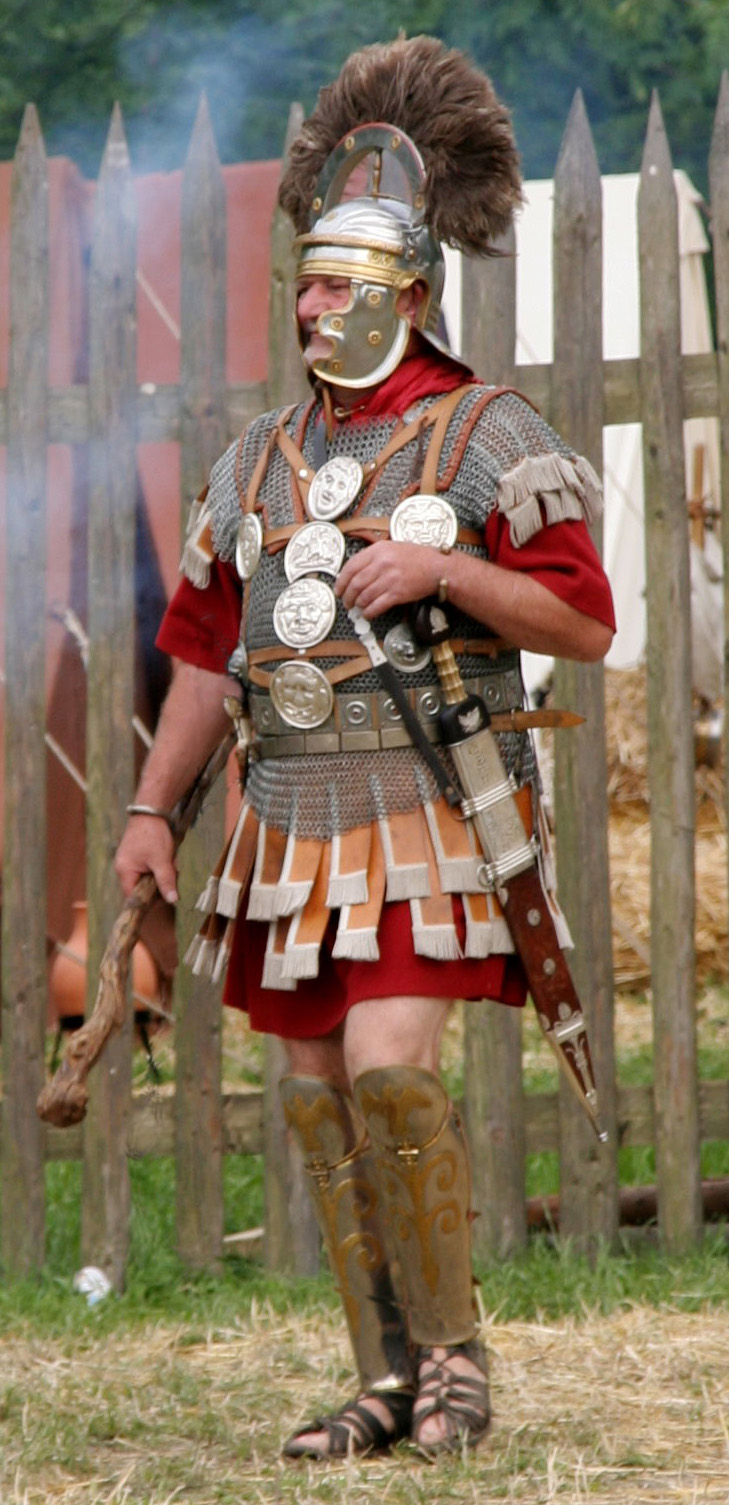
Птеруги на панцире римского центуриона. современная реконструкция.
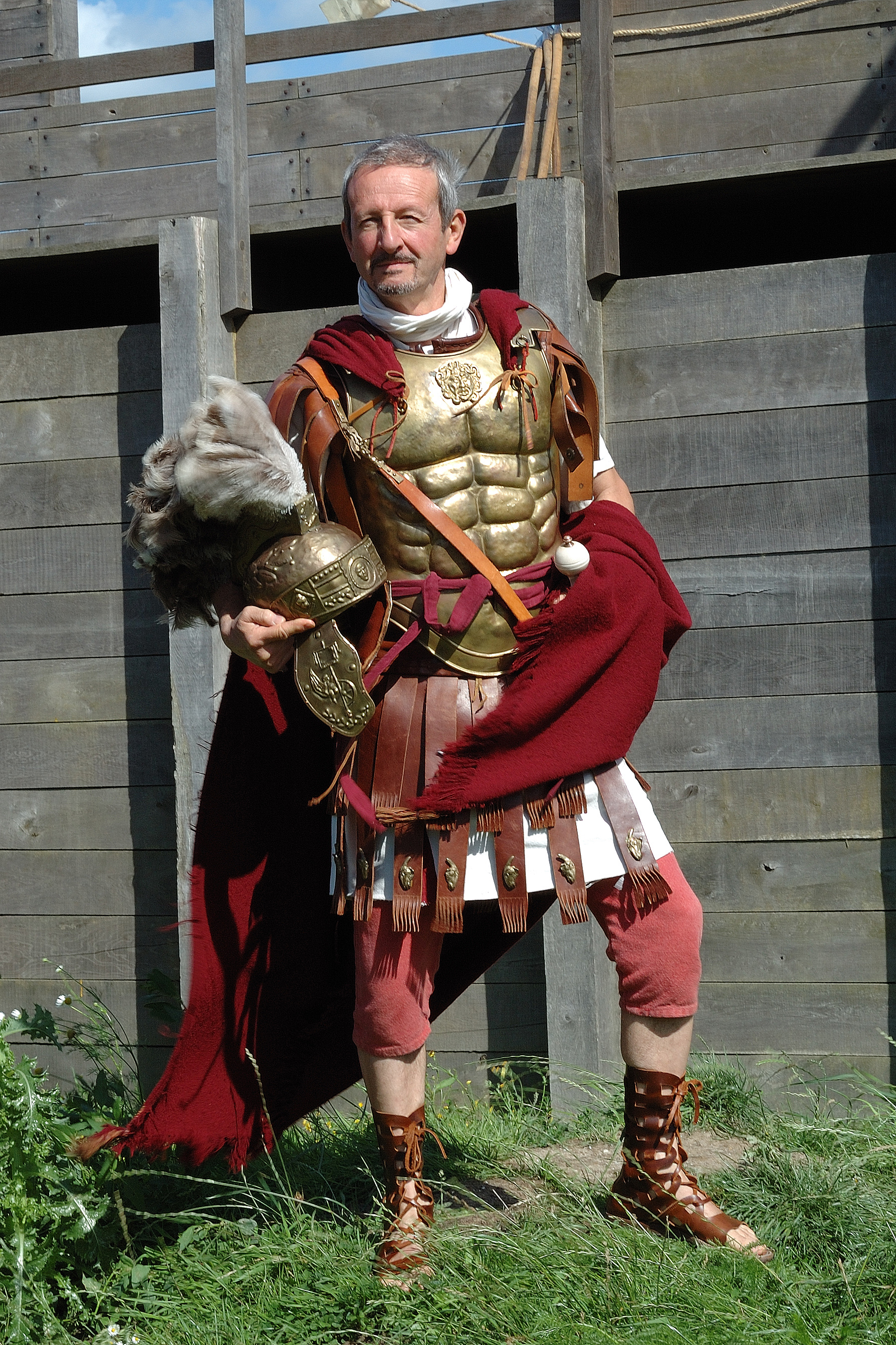
Военный трибун, одетый в доспех Лорика мускулата с птеругами.
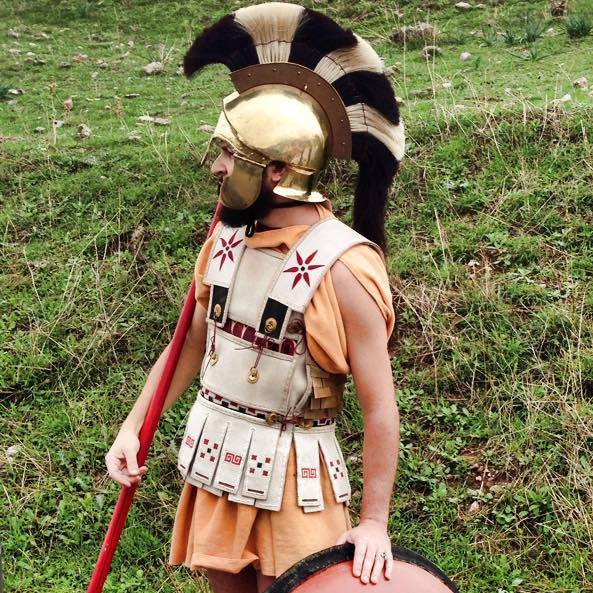
Древнегреческий гоплит в кожаном споласе с птеругами. Современная реконструкция.
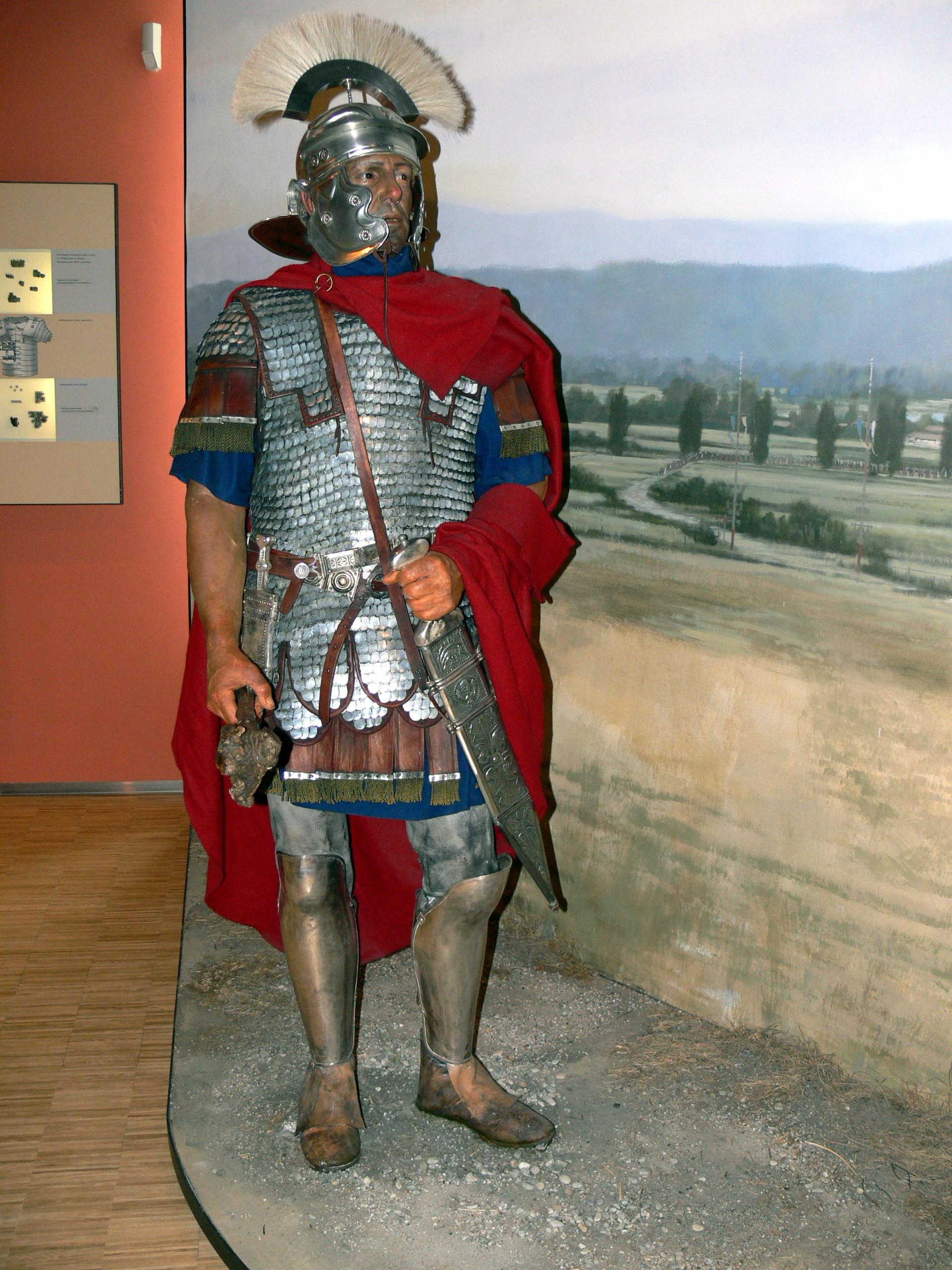
Птеруги, усиленные ламеллярной чешуей, под доспехом типа Лорика сквамата.
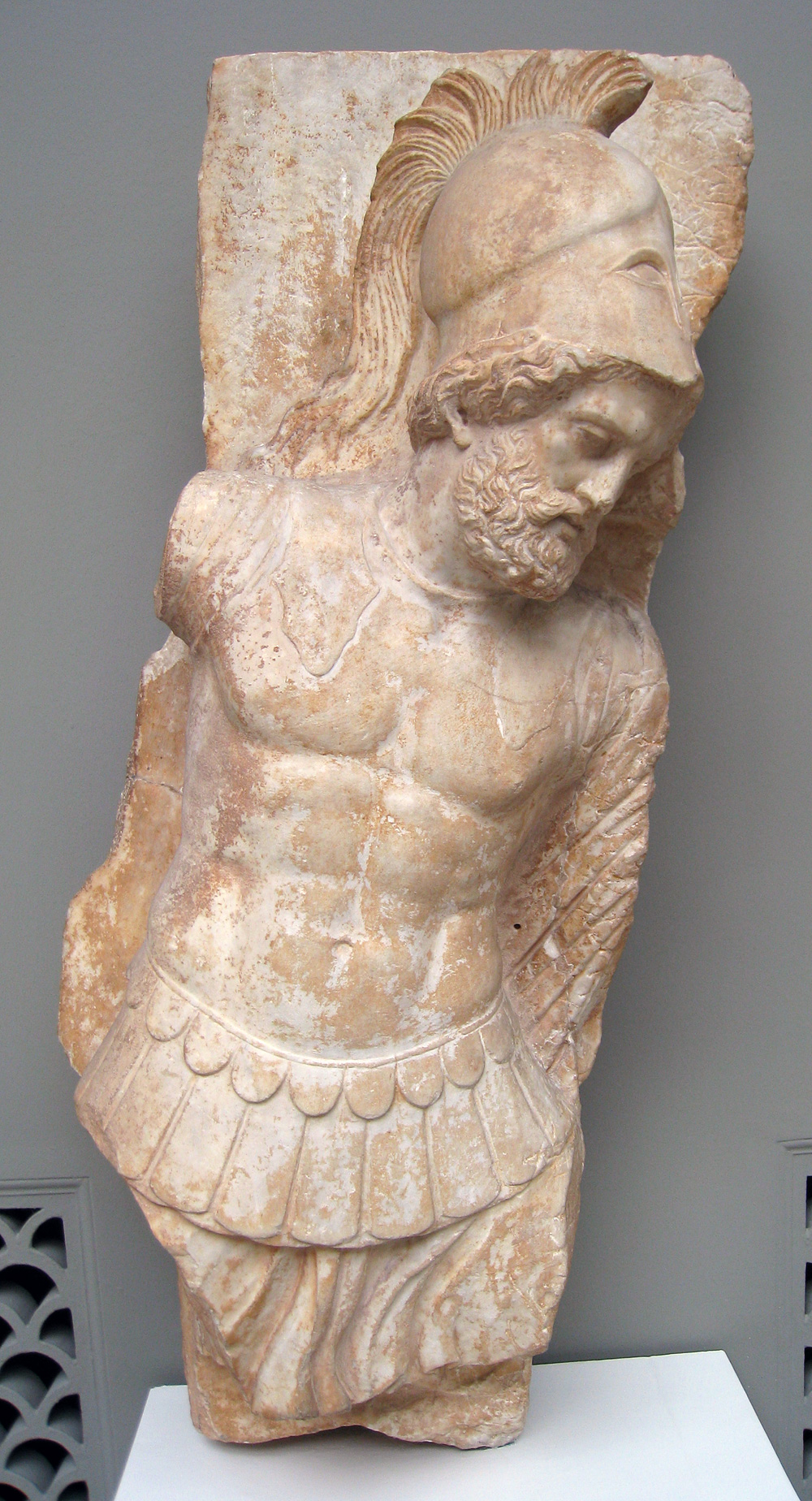
Птеруги на барельефе с изображением гоплита. 330 г. до н. э.
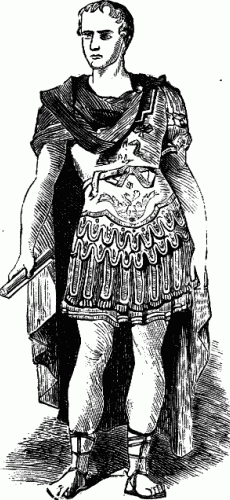
Гай Юлий Цезарь в бронзовом панцире с птеругами. Рисунок 1880 г.
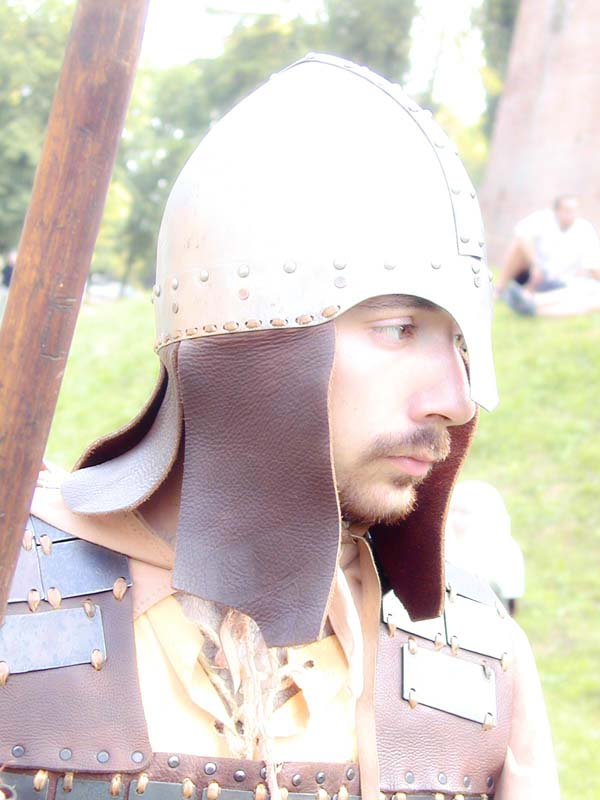
Птеруги на византийском шлеме (Касидионе).
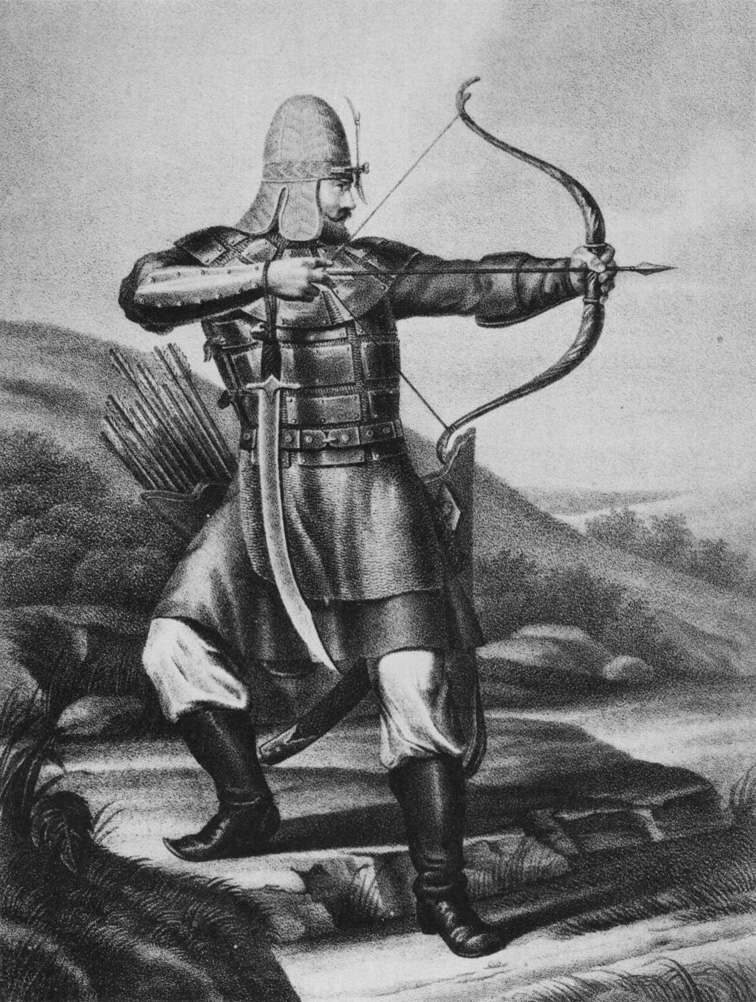
Ратник в колонтаре с бармицей